# Torneos de Invierno (Argentina)
El Torneo de Invierno fue una competición futbolística de carácter amistoso que se desarrollaba durante el receso invernal en Argentina. Su primera edición fue en 1997, donde participaron 4 equipos. Este torneo sirve como preparación para los torneos que disputaran los equipos durante la segunda etapa del año. Su última edición fue en 2013.
San Lorenzo, Boca Juniors e Independiente, son los únicos ganadores de la competencia hasta el momento, con 2 ocasiones para cada uno, sobre 6 competencias concluidas.

## Torneo de Invierno 1997
Esta fue la primera edición de la competición. Participaron tres de los cinco grandes del fútbol argentino. Estuvieron ausentes River Plate y San Lorenzo. Fue invitado Universidad Católica de Chile. El campeón fue Independiente tras derrotar a Universidad Católica en la final.
| Fecha        | Estadio      | Equipo local | Resultado        | Equipo visitante     |
| ------------ | ------------ | ------------ | ---------------- | -------------------- |
| 17 de agosto | Racing Club  | Racing Club  | 0 - 0 (6-7 pen.) | Independiente        |
| 18 de agosto | Boca Juniors | Boca Juniors | 2 - 3            | Universidad Católica |

| Fecha        | Estadio       | Equipo local  | Resultado | Equipo visitante     |
| ------------ | ------------- | ------------- | --------- | -------------------- |
| 20 de agosto | Independiente | Independiente | 2 - 0     | Universidad Católica |

## Torneo de Invierno 1998
Fue la segunda edición de la competición, usándose el sistema de todos contra todos. Fue la primera edición en donde los equipos participantes disputaron sus encuentros fuera de sus estadios donde habitualmente juegan de local, utilizando para este caso los estadios Presbítero Grella de Paraná, La Ciudadela de Tucumán y el Malvinas Argentinas de Mendoza.

### Tabla de posiciones
| Equipo        | Pts | PJ | PG | PE | PP | GF | GC | DG |
| ------------- | --- | -- | -- | -- | -- | -- | -- | -- |
| Boca Juniors  | 6   | 2  | 2  | 0  | 0  | 5  | 1  | 4  |
| Racing Club   | 3   | 2  | 1  | 0  | 1  | 7  | 6  | 1  |
| Independiente | 0   | 2  | 0  | 0  | 2  | 3  | 8  | -5 |

### Partidos
| Local         | Resultado | Visitante     | Estadio                       | Fecha       | Hora  |
| ------------- | --------- | ------------- | ----------------------------- | ----------- | ----- |
| Racing Club   | 6 - 3     | Independiente | Presbítero Grella (Paraná)    | 15 de julio | 21:10 |
| Independiente | 0 - 2     | Boca Juniors  | La Ciudadela (Tucumán)        | 19 de julio | 18:10 |
| Boca Juniors  | 3 - 1     | Racing Club   | Malvinas Argentinas (Mendoza) | 26 de julio | 17:10 |

## Torneo de Invierno 1999
Fue la tercera edición de la competición. Se repitió el mismo formato de la edición anterior, usándose el sistema de todos contra todos y los partidos se disputaron en los estadios Fernández de Oliveira de Posadas (Misiones) y el estadio La Ciudadela de Tucumán. En esta edición, no participó Racing Club, siendo reemplazado por Olimpia de Paraguay.

### Tabla de posiciones
| Equipo        | Pts | PJ | PG | PE | PP | GF | GC | DG |
| ------------- | --- | -- | -- | -- | -- | -- | -- | -- |
| Boca Juniors  | 6   | 2  | 2  | 0  | 0  | 3  | 0  | 3  |
| Independiente | 3   | 2  | 1  | 0  | 1  | 5  | 4  | 1  |
| Olimpia       | 0   | 2  | 0  | 0  | 2  | 2  | 6  | -4 |

### Partidos
| Local         | Resultado | Visitante     | Estadio                         | Fecha       | Hora  |
| ------------- | --------- | ------------- | ------------------------------- | ----------- | ----- |
| Independiente | 5 - 2     | Olimpia       | Fernández de Oliveira (Posadas) | 20 de julio | 18:00 |
| Olimpia       | 0 - 1     | Boca Juniors  | Fernández de Oliveira (Posadas) | 22 de julio | 18:00 |
| Boca Juniors  | 2 - 0     | Independiente | La Ciudadela (Tucumán)          | 24 de julio | 18:00 |

## Torneo de Invierno 2000
Fue la cuarta edición de la competición. Se repitió el mismo formato de las ediciones anterior, usándose el sistema de todos contra todos y los partidos se disputaron en el estadio La Chacra de Neuquén. En esta edición participaron tres de los cinco grandes del fútbol argentino; Boca Juniors, Independiente y San Lorenzo.

### Tabla de posiciones
| Equipo        | Pts | PJ | PG | PE | PP | GF | GC | DG |
| ------------- | --- | -- | -- | -- | -- | -- | -- | -- |
| Independiente | 4   | 2  | 1  | 1  | 0  | 2  | 0  | 2  |
| San Lorenzo   | 3   | 2  | 1  | 0  | 1  | 1  | 2  | -1 |
| Boca Juniors  | 1   | 2  | 0  | 1  | 1  | 0  | 1  | -1 |

### Partidos
| Local         | Resultado | Visitante     | Estadio             | Fecha       | Hora  |
| ------------- | --------- | ------------- | ------------------- | ----------- | ----- |
| Independiente | 2 - 0     | San Lorenzo   | La Chacra (Neuquén) | 21 de julio | 18:00 |
| San Lorenzo   | 1 - 0     | Boca Juniors  | La Chacra (Neuquén) | 23 de julio | 18:00 |
| Boca Juniors  | 0 - 0     | Independiente | La Chacra (Neuquén) | 24 de julio | 18:00 |

## Torneo de Invierno 2008
Esta fue la primera edición de la competición, después de que no se disputará por 8 años. Participaron tres de los cinco grandes del fútbol argentino. Estuvieron ausentes Boca Juniors, que realizaba una gira por México y Estados Unidos y Racing Club que se encontraba sin entrenarse debido a una huelga de sus jugadores. Racing fue reemplazado por Gimnasia de La Plata. El campeón fue San Lorenzo tras derrotar a Independiente en la final. Este torneo fue televisado por TyC Sports.
| Fecha       | Ciudad        | Hora  | Equipo local         | Resultado        | Equipo visitante |
| ----------- | ------------- | ----- | -------------------- | ---------------- | ---------------- |
| 26 de julio | Mar del Plata | 19:30 | San Lorenzo          | 1 - 1 (6-5 pen.) | River Plate      |
| 27 de julio | La Plata      | 19:30 | Gimnasia de La Plata | 0 - 1            | Independiente    |

| Fecha       | Ciudad        | Hora  | Equipo local | Resultado | Equipo visitante |
| ----------- | ------------- | ----- | ------------ | --------- | ---------------- |
| 29 de julio | Mar del Plata | 21:00 | San Lorenzo  | 2 - 0     | Independiente    |

## Torneo de Invierno 2010
Esta fue la sexta edición de la competición. Este torneo fue televisado por Fox Sports.
|  | Semifinal   | Semifinal   |       |  | Final       | Final |
|  |             |             |       |  |             |       |
|  |             |             |       |  |             |       |
|  | Racing Club | 1           |       |  |             |       |
|  | Banfield    | 0           |       |  |             |       |
|  |             |             |       |  |             |       |
|  |             |             |       |  |             |       |
|  |             |             |       |  | Racing Club | 1 (3) |
|  |             | San Lorenzo | 1 (4) |  |             |       |
|  |             |             |       |  |             |       |
|  |             |             |       |  |             |       |
|  |             |             |       |  |             |       |
|  |             |             |       |  |             |       |
|  | San Lorenzo | 1           |       |  |             |       |
|  | Quilmes     | 0           |       |  |             |       |

### Semifinales
| 23 de julio de 2010, 20:10 | Racing Club  | 1:0 (0:0) | Banfield | Estadio Juan Domingo Perón, Avellaneda |                               |
|                            | Martínez 85' |           |          | Árbitro(s): Juan Pablo Pompei          | Árbitro(s): Juan Pablo Pompei |

| 24 de julio de 2010, 16:00 | San Lorenzo | 1:0 (0:0) | Quilmes | Estadio Juan Domingo Perón, Avellaneda |                              |
|                            | Tula 47'    |           |         | Árbitro(s): Federico Beligoy           | Árbitro(s): Federico Beligoy |

### Final
| 31 de julio de 2010, 16:00 | Racing Club   | 1:1 (1:1) | San Lorenzo | Estadio Juan Domingo Perón, Avellaneda |                          |
|                            | Lugüercio 36' |           | Alfaro 18'  | Árbitro(s): Saúl Laverni               | Árbitro(s): Saúl Laverni |

| Tiros desde el punto penal |                           |     |                          |           |
| Toranzo                    | Fallo de penal (Desviado) | 0:1 | Acierto de penal         | Luna      |
| Aveldaño                   | Acierto de penal          | 1:2 | Acierto de penal         | Tula      |
| Castromán                  | Acierto de penal          | 2:3 | Acierto de penal         | Pereyra   |
| Moreno                     | Acierto de penal          | 3:4 | Acierto de penal         | Benítez   |
| Lugüercio                  | Fallo de penal (Atajado)  | 3:4 | Fallo de penal (Atajado) | Botinelli |

## Torneo de Invierno 2013
Es la séptima edición de la competición, usándose el sistema de todos contra todos, los partidos fueron televisados en vivo por la TV Pública, mediante el programa Fútbol para Todos. El último encuentro no se disputó por incidentes en las afueras del estadio de San Lorenzo, quedando indefinida la competencia.

### Tabla de posiciones
| Equipo           | Pts | PJ | PG | PE | PP | GF | GC | DG |
| ---------------- | --- | -- | -- | -- | -- | -- | -- | -- |
| San Lorenzo      | 3   | 1  | 1  | 0  | 0  | 2  | 0  | 2  |
| Boca Juniors     | 3   | 1  | 1  | 0  | 0  | 2  | 1  | 1  |
| Estudiantes (LP) | 0   | 2  | 0  | 0  | 2  | 1  | 4  | -3 |

### Partidos
| Local            | Resultado | Visitante    | Estadio            | Fecha       | Hora  |
| ---------------- | --------- | ------------ | ------------------ | ----------- | ----- |
| Estudiantes (LP) | 1 - 2     | Boca Juniors | Ciudad de La Plata | 14 de julio | 18:30 |
| Estudiantes (LP) | 0 - 2     | San Lorenzo  | Nuevo Gasómetro    | 18 de julio | 20:10 |
| San Lorenzo      | -         | Boca Juniors | Nuevo Gasómetro    | 21 de julio | 18:30 |